# Мартеле
Мартеле́, мартле́ (martelé, от фр. marteler — молотить, отбивать, отчеканивать) — один из основных штрихов при игре на смычковых музыкальных инструментах.
Является ударным штрихом с острым акцентом в начале, подобно согласной в потоке речи, и всегда с паузой между звуками. Обозначается клинышками над нотами.
Мартеле — способ артикуляции при игре на скрипке, основанный на приёме игры деташе. Данный способ очень похож на штрих маркато (каждая нота отдельным движением смычка, твёрдая атака с последующим ослаблением звука), но разница в том, что в начале исполнитель готовит ноту, прижав смычок к струне и надавив указательным пальцем правой руки на смычок, как бы оттягивая струну перед звукоизвлечением, что придаёт атаке особую силу. 